# Gunild Feigenwinter
Gunild Feigenwinter (* 12. Mai 1940 als Gunild Schimmel in Krefeld), auch bekannt unter den Pseudonymen Gunild Regine Winter oder Gudrun S. Krayfuss, ist eine deutsche Schriftstellerin, freie Publizistin und Verlagslektorin. Sie lebt in der Schweiz.

## Leben
Feigenwinter verbrachte ihre Kindheit in Hörnsheim in Hessen und ihre  Schulzeit in Duisburg-Hamborn. Später studierte sie Germanistik, Philosophie und Psychologie an den Universitäten Freiburg, Wien und Basel. In ihrer  Dissertation befasste sie sich mit dem österreichischen Schriftsteller Karl Kraus.
Von 1972 bis 1976 gab sie in Basel die Zeitschrift Die Hexenpresse (Subtitel: Zeitschrift für feministische Agitation) heraus, die als erste deutschsprachige Zeitschrift der neuen Frauenbewegung gilt. Im Rahmen der letzten Ausgabe der Hexenpresse 1976 veröffentlichte sie ihr „Manifest der Mütter“, worin sie sich davon distanzierte, was sie als Mainstream der Frauenbewegung und linke Gleichheitsideologie verstand.
Als Schriftstellerin veröffentlichte sie ab 1978 verschiedene Bände mit Kurzgeschichten und Gedichten. In ihrer Lyrik spiegeln sich auch Erinnerungen an eine Kriegskindheit in Deutschland wider sowie Bilder einer vorpatriarchalen Mythologie. 1998 folgte eine Monografie mit Reflexionen zu Leben und Schaffen ihrer Schwägerin Adelheid Duvanel.
Später beschäftigte sie sich aus feministischer Sicht kritisch mit dem Islam und publiziert seither ihre Texte dazu im Internet. Sie versteht sich als mutterrechtliche Feministin.

## Veröffentlichungen
- Karl Kraus. Methode der Polemik. Hochschulschrift, Basel 1972 (Dissertation, Universität Basel)
- Die Hexenpresse – Zeitschrift für feministische Agitation, Basel, 1972–1976
- Manifest der Mütter. Basel 1976 (letzte Ausgabe der Hexenpresse)
- (unter Gunild Regine Winter) Deutschland, mir graut vor dir. Feministische Hohn- und Klagelieder.  Mond-Buch Verlag, Basel 1978
- (unter Gunild Regine Winter, mit Adelheid Duvanel und Felix Feigenwinter) Merkwürdige Geschichten aus Basel, Mond-Buch Verlag, Basel 1978
- (unter Gunild Regine Winter)  Mich ruft die Sirene, Mond-Buch Verlag, Basel 1981
- Arachne (feministische Zeitschrift), Basel 1982
- Kore in der Unterwelt, Mond-Buch Verlag, Basel 1986
- (als Gudrun S. Krayfuss) Scheherezadel. Eine Basler Autorin wird entdeckt. Reflexionen zu Leben und Werk von Adelheid Duvanel.  Verlag Isishaus, Basel 1998